# Ricardo Cavas Merino
Ricardo Cavas Merino (Càceres, 31 de juliol de 1974) és un futbolista extremeny, que juga com a lateral esquerre.

## Trajectòria
Es va formar a les categories inferiors del Reial Saragossa. Després d'una campanya al Sabiñanigo, la temporada 94/95 debuta amb el Zaragoza B, però no té continuïtat i recala en el Barbastro a l'any següent.
El seu bon paper al Tercera aragonès possibiliten que el CD Logroñés es fixe en ell. Després de mitja 96/97 al filial, el mal moment de l'equip fan que tinga l'alternativa a la màxima categoria a mitjan temporada, tot acabant amb 13 partits en Primera, 12 eixint de titular.
El Logroñés va descendir, però Ricardo Cavas va formar part del planter riojà durant tres campanyes a la Segona Divisió, combinant la titularitat amb èpoques més discretes. L'estiu del 2000 fitxa pel CD Badajoz, on qualla una bona temporada, tot jugant 36 partits.
Les xifres de Badajoz l'obrin les portes del RCD Espanyol. Cavas només va jugar 27 partits en esta segona etapa a la màxima divisió, l'any i mig que hi va romandre a l'equip català. La segona meitat de la temporada 02/03 la va disputar amb l'Elx CF.
L'estiu del 2003 recala al Rayo Vallecano, on recupera la titularitat, però els madrilenys baixen a Segona B. El lateral hi acompanya dues temporades al Rayo a la categoria de bronze, fins que la 06/07 s'incorpora a l'Alacant CF, amb qui pujara a la Segona Divisió al final de la temporada 07/08, després de dos lliguetes d'ascens consecutives. L'estiu del 2009 recala en un altre equip del sud del País Valencià, el Novelda CF.